# 13 (Die Ärzte)
13 è l'ottavo album dei Die Ärzte, pubblicato il 25 maggio 1998.
Nie wieder Krieg, nie mehr Las Vegas! è chiamata anche Hütchenspiel. Nie gesagt, inizialmente, era intitolata Du fehlst mir.

## Tracce
1. Punk ist...
2. Ein Lied für dich
3. Goldenes Handwerk
4. Meine Freunde
5. Party stinkt
6. 1/2 Lovesong
7. Ignorama
8. Nie wieder Krieg, nie mehr Las Vegas!
9. Rebell
10. Der Graf
11. Grau
12. Angeber
13. Männer sind Schweine
14. Liebe und Schmerz
15. Nie gesagt
16. Der Infant
17. Grotesksong

I singoli estratti furono Ein Schwein namens Männer, 1/2 Lovesong, Goldenes Handwerk e Rebell.

## Formazione
- Dirk Felsenheimer - voce e batteria
- Jan Vetter - voce e chitarra
- Rodrigo Gonzalez - basso